# Shimizu Kenta
Kenta Shimizu (清水 健太 Shimizu Kenta, sinh ngày 18 tháng 9 năm 1981 ở Chiba) là một cầu thủ bóng đá người Nhật Bản hiện tại thi đấu cho Kamatamare Sanuki.

## Thống kê sự nghiệp câu lạc bộ
Cập nhật đến ngày 23 tháng 2 năm 2018.
| Thành tích câu lạc bộ | Thành tích câu lạc bộ | Thành tích câu lạc bộ | Giải vô địch | Giải vô địch | Cúp                   | Cúp                   | Cúp Liên đoàn | Cúp Liên đoàn | Tổng cộng | Tổng cộng |
| Mùa giải              | Câu lạc bộ            | Giải vô địch          | Số trận      | Bàn thắng    | Số trận               | Bàn thắng             | Số trận       | Bàn thắng     | Số trận   | Bàn thắng |
| Nhật Bản              | Nhật Bản              | Nhật Bản              | Giải vô địch | Giải vô địch | Cúp Hoàng đế Nhật Bản | Cúp Hoàng đế Nhật Bản | Cúp Liên đoàn | Cúp Liên đoàn | Tổng cộng | Tổng cộng |
| --------------------- | --------------------- | --------------------- | ------------ | ------------ | --------------------- | --------------------- | ------------- | ------------- | --------- | --------- |
| 2000                  | Kashiwa Reysol        | J1 League             | 0            | 0            | 0                     | 0                     | 0             | 0             | 0         | 0         |
| 2001                  | Kashiwa Reysol        | J1 League             | 0            | 0            | 0                     | 0                     | 0             | 0             | 0         | 0         |
| 2002                  | Kashiwa Reysol        | J1 League             | 0            | 0            | 0                     | 0                     | 0             | 0             | 0         | 0         |
| 2003                  | Kashiwa Reysol        | J1 League             | 3            | 0            | 2                     | 0                     | 1             | 0             | 6         | 0         |
| 2004                  | Kashiwa Reysol        | J1 League             | 2            | 0            | 0                     | 0                     | 1             | 0             | 3         | 0         |
| 2005                  | Kashiwa Reysol        | J1 League             | 0            | 0            | -                     | -                     | 0             | 0             | 0         | 0         |
| 2005                  | Montedio Yamagata     | J2 League             | 5            | 0            | 1                     | 0                     | -             | -             | 6         | 0         |
| 2006                  | Montedio Yamagata     | J2 League             | 43           | 0            | 1                     | 0                     | -             | -             | 44        | 0         |
| 2007                  | Montedio Yamagata     | J2 League             | 48           | 0            | 1                     | 0                     | -             | -             | 49        | 0         |
| 2008                  | Montedio Yamagata     | J2 League             | 42           | 0            | 1                     | 0                     | -             | -             | 43        | 0         |
| 2009                  | Montedio Yamagata     | J1 League             | 34           | 0            | 0                     | 0                     | 4             | 0             | 38        | 0         |
| 2010                  | Montedio Yamagata     | J1 League             | 32           | 0            | 3                     | 0                     | 0             | 0             | 35        | 0         |
| 2011                  | Montedio Yamagata     | J1 League             | 18           | 0            | 0                     | 0                     | 1             | 0             | 19        | 0         |
| 2012                  | Montedio Yamagata     | J2 League             | 42           | 0            | 1                     | 0                     | -             | -             | 43        | 0         |
| 2013                  | Montedio Yamagata     | J2 League             | 7            | 0            | 0                     | 0                     | -             | -             | 7         | 0         |
| 2014                  | Montedio Yamagata     | J2 League             | 16           | 0            | -                     | -                     | -             | -             | 16        | 0         |
| 2015                  | Kamatamare Sanuki     | J2 League             | 42           | 0            | 1                     | 0                     | -             | -             | 43        | 0         |
| 2016                  | Kamatamare Sanuki     | J2 League             | 42           | 0            | 1                     | 0                     | -             | -             | 43        | 0         |
| 2017                  | Kamatamare Sanuki     | J2 League             | 37           | 0            | 0                     | 0                     | -             | -             | 37        | 0         |
| Tổng cộng sự nghiệp   | Tổng cộng sự nghiệp   | Tổng cộng sự nghiệp   | 413          | 0            | 12                    | 0                     | 7             | 0             | 432       | 0         |